# Dunbarton (New Hampshire)
Pour les articles homonymes, voir Dumbarton.
Dunbarton est une municipalité américaine située dans le comté de Merrimack au New Hampshire. Selon le recensement de 2010, sa population est de 2 758 habitants.

## Géographie
La municipalité s'étend sur 31,36 milles carrés (81,22 km2), dont 0,48 milles carrés (1,24 km2) d'étendues d'eau.

## Histoire
La localité est fondée en 1735 par des soldats ayant servi au Canada sous les ordres du capitaine John Gorham. Elle porte alors le nom de Gorham's-town. Elle est renommée Starkstown en 1748 quand s'y installent des colons menés par Archibald Stark, père de John Stark. Elle adopte son nom actuel en 1752, en référence au Dunbartonshire natal de Stark, et devient une municipalité en 1765.